# Breznai kiáltvány

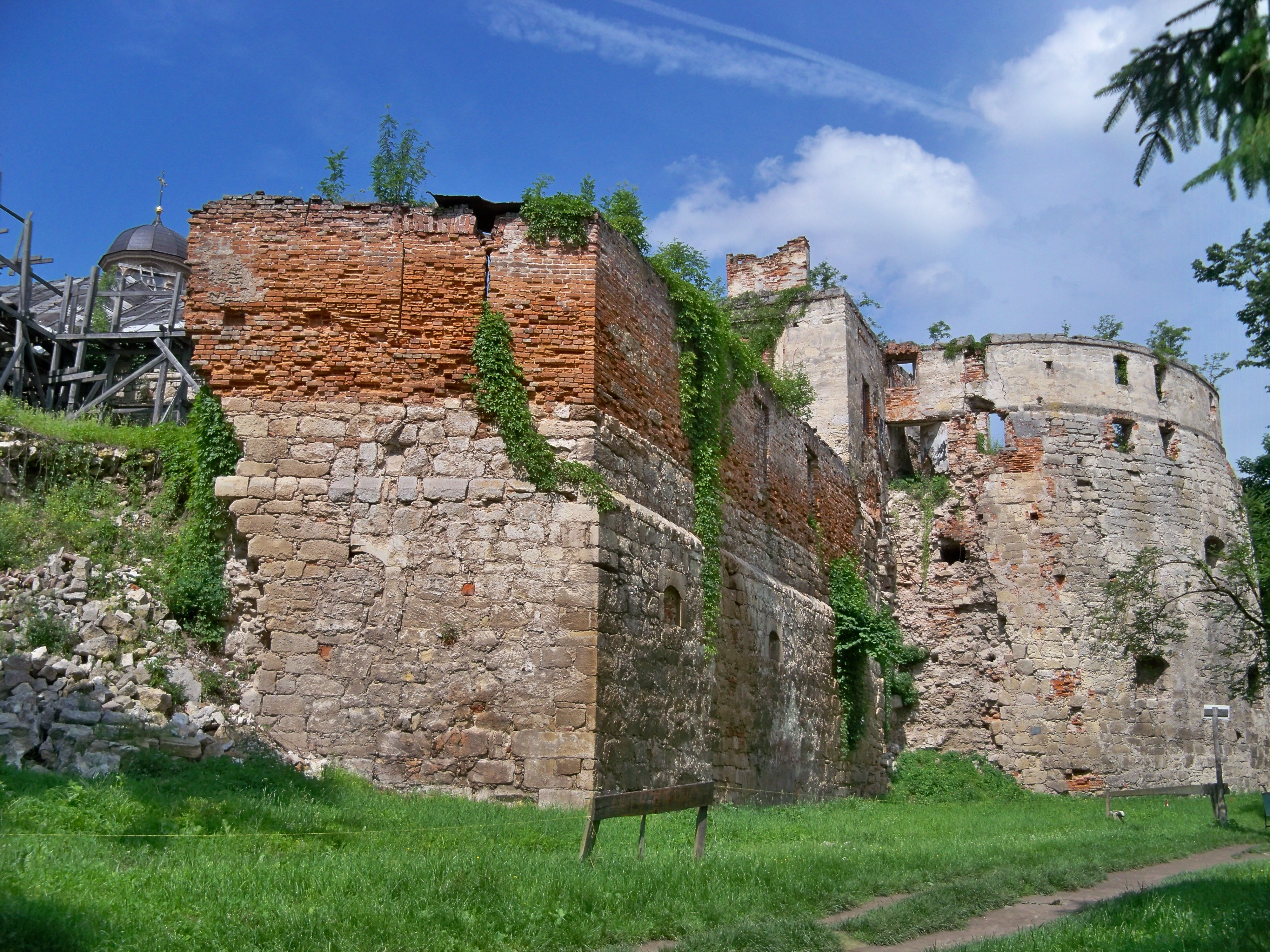
Brezán (Brezna) várának romjai

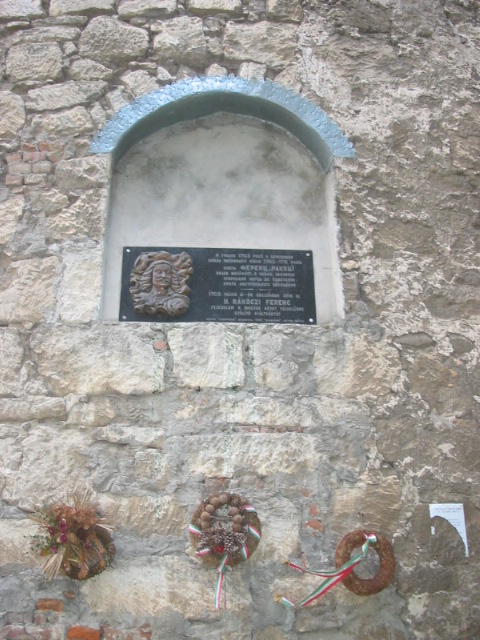
II. Rákóczi Ferenc emléktáblája Brezán (Brezna) várának falán

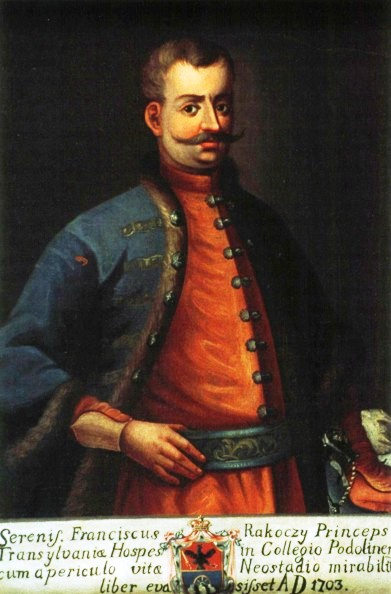
II. Rákóczi Ferenc herceg 1703-ban

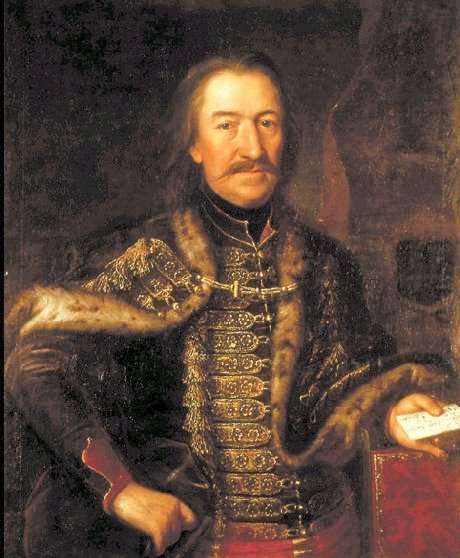
Mányoki Ádám: Ráday Pál portréja. A „Recrudescunt” kezdetű kiáltvány szerkesztője, a híres kiáltvány Munkácson, 1703. Szent Iván hava (június) 7-i antedatálással keltezett, amelyet 1704, február elején a nagyszombati nyomda jelentetett meg

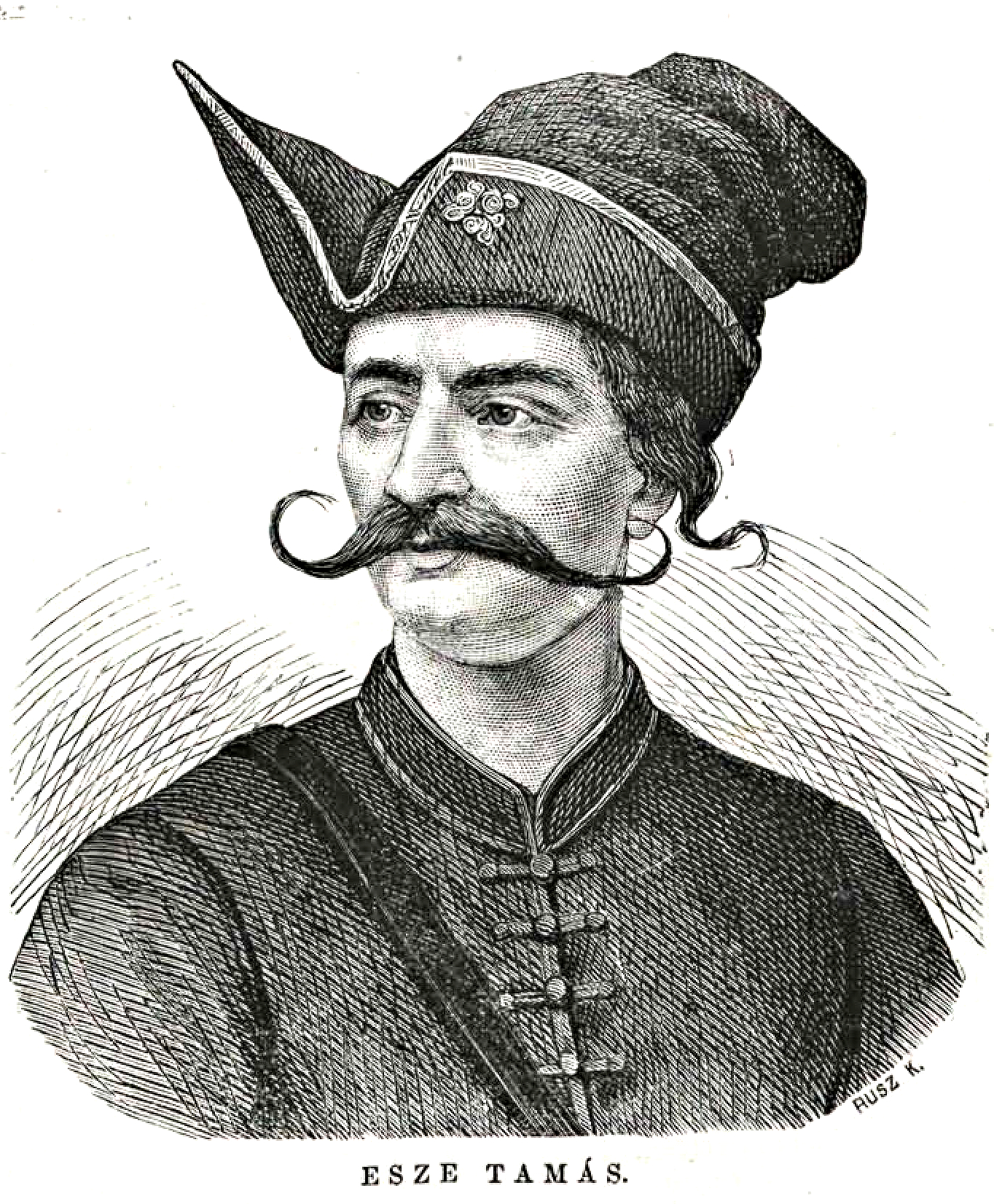
Esze Tamás, „Méltóságos Fölső Vadászi Rákóczy Ferencz Fejedelem ő Nagysága első gyalog ezeres kapitánnya”

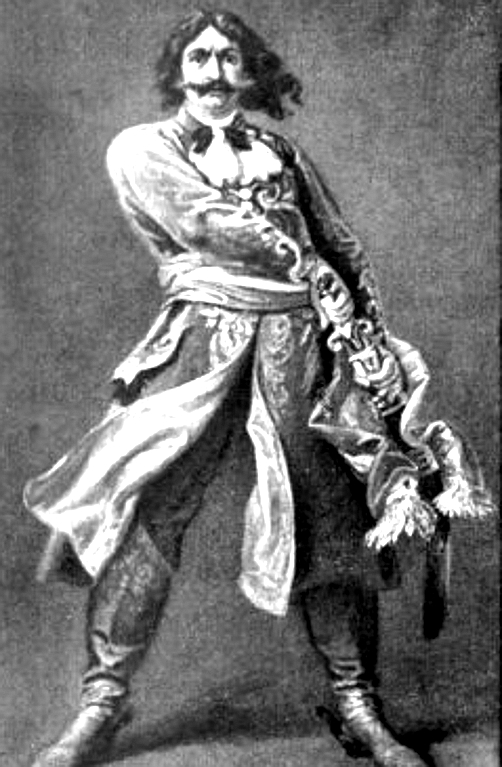
Bercsényi Miklós 1686-ban Buda ostrománál kitüntette magát, ezredes, majd Szeged vára főkapitánya lett

A breznai kiáltvány vagy brezáni pátens vagy brezáni kiáltvány a legnevezetesebb okirat a II. Rákóczi Ferenc által kiadott pátensek (a korabeli latin szaknyelvben a latin patens jelentése az parancs, törvényerejű rendelet, elöljárói engedélyirat, nyíltparancs, nyílt levél volt) sorában. 1703. május 6-án kuruc felkelők, Esze Tamás tarpai jobbágy a felkelő parasztok vezetője és az ott bujdosó Rákóczi és Bercsényi személyesen találkozott a lengyelországi Brezán (Brezna, Bržezan, régi magyar nevén Brezán, lengyel nevén Brzeżany) várában.
1703. május 12. keltezéssel II. Rákóczi Ferenc erdélyi fejedelem, német-római birodalmi herceg, magyar főnemes és Bercsényi Miklós gróf kiadta a „nemes és nemtelen” országlakosokat hadba hívó „Mi Felső-Vadászi Rákóczi Ferenc Fejedelem és Gróff Székesi Bercsényi Miklós…” kezdetű „breznai kiáltványt”. Ennek a fegyverbe szólító pátensnek három magyar nyelvű példánya, a szabadságharc publicisztikájának első emléke, Bercsényi kézírásában maradt fenn, melyeket Thaly Kálmán fedezett fel (Egész terjedelmében közölte A székesi gróf Bercsényi család, 1470–1835 című művében, 469–471. o.)

## A breznai kiáltvány szövege
Mi Felső-Vadászi Rákóczi Ferenc Fejedelem és Gróff Székesi Bercsényi Miklós. Minden igaz magyar, hazaszerető és édes országunk régi dicsőséges szabadságát óhajtó, egyházi és világi, nemes és nemtelen, fegyverviselő és otthon lakos igaz magyaroknak Istentűl minden jót kivánunk.
Nem lehet oly magyar, hogy az eddig Magyarországon törvénytelenül, Isten és igazság ellen hatalmaskodó és minden rendet képtelenül sanyargató idegen nemzetnek kegyetlenkedését, portiózó s képtelen adóztató zaklatásait, szabados törvényeinknek szakgatásit, nemzetünknek és szabadságunknak megvetését és már láb alá vetetteknek csufolásit elégségesen nem érzette s nem értette volna;…
[…]
Azt mindazonáltal előre is nagy tilalommal tilalmazzuk, hogy, Istennek áldása rajtunk maradhasson s az országnak minden rendi irtózás nélkül való bizodalmat vehessenek és az szegénységnek teljes nyomoruságinak megváltása, nem változása (következzék): senki, sem külön, sem csoporttal, sem sereggel, akármelly vallásu egyházi személyt, templomot, cintermeket, klastromokat, nemesi lakos személyeket, nemesi házokat, kastélyokat, utonjárókat, kereskedőket ne háborgasson, falut, várost, malmot ne égessen, prédáljon; hanem az elöljáróknak eleikben adott s vélek közlett mód szerént keresvén az ellenséget, mindenekben csendes istenes egyértelemmel legyenek, magok s hazájok javára.
Költ Lengyelországban Brezán várában, 12. Maÿ. 1703.

## Előzmények
Az 1686. szeptember 2-án megtörtént Buda visszafoglalását követően I. Lipót magyar király és német-római császár arra használta fel, hogy az 1687. évi pozsonyi országgyűlésen a magyar rendekkel törvénybe iktattatta és elfogadtatta, hogy a magyar nemesség lemond az Aranybulla 31. pontjában foglalt ellenállási jogáról (ius resistendi), a szabad királyválasztási jogáról, valamint törvénybe iktatta a Habsburg-ház német és spanyol férfiágának az elsőszülöttségi elv szerint való örökösödését. Megígérte, hogy Magyarország szabadságát, kiváltságait, törvényeit és szokásait megtartja, legalább háromévenként országgyűlést hív össze, a magyarokkal rendszeresen megtárgyalja a közös ügyeiket, a végvárak élére magyarokat állít, külföldről nem hoz katonaságot az országba, biztosítja a szabad vallásgyakorlást. Azonban a gyakorlatban Magyarország helyzete az osztrák örökös tartományokkal szemben hátrányosabb helyzetbe süllyedt.
Az 1700-as évek elején a bécsi Habsburg udvar szándékát Kollonich Lipót esztergomi érsek, a magyarországi ellenreformáció vezéralakja fejezte ki latinul faciam Hungariam captivam, postea mendicam, deinde catholicam, azaz „Magyarországot előbb rabbá teszem, azután koldussá, végre katolikussá”.
A magyarság legnagyobb sérelmének, I. Lipót magyar király és német-római császár önkényének legvéresebb és legtűrhetetlenebb megnyilvánulásának, a Rákóczi-szabadságharc egyik legfőbb okának Antonio Caraffa zsoldosvezér vérengzését, az 1687-es Eperjesi vésztörvényszéket tartották.
A török hódoltság után bekövetkező változások, a végvári katonaság jobbágysorba kényszerítése és a jobbágyság számára kivetett adóemelések, a katonai elszállásolás (porció), és katonák szállítása (forspont) csak fokozta és még elviselhetetlenebbé tette a magyar országlakosok helyzetét. A felkelés okai közé sorolható az is, hogy az összefoglaló nevén Hármaskerületnek nevezett országrészt I. Lipót egyszerűen eladta. Ellentmondva mind a hatályos magyar törvényeknek és a saját koronázási esküjének, amelyben benne volt, hogy Magyarország területi épségét minden körülmények között megőrzi, abból idegenek kezébe semmit nem juttat. Ezt hivatott jelképezni a magyar koronázási szertartás egyik mozzanata is, amikor a mindenkori magyar uralkodó teljes díszben és lóháton felléptet a haza földjéből összehordott koronázó dombra, és kardjával a négy égtáj felé suhintva hitet tesz a határok és az ország területi épségének védelme mellett. De I. Lipót a Jászkun kerületet, a Kiskunságot és a Nagykunságot 1702-ben eladta a német vitézi rendnek, rokonának, Ferenc Lajos pfalz–neuburgi hercegnek. Eladta az egész Jászság területét és az ott élő őslakos népet is.
Mi Lipót stb. rendeljük emlékezetül stb., hogy Mi Főtisztelendő és Fenséges Ferenc Lajos Herceg Úr, a Boldogságos Szűz Máriáról nevezett jeruzsálemi vitézlő német rend poroszországi főkormányzójának, Németországban, Olaszországban és a tengerentúli részekben ugyanezen rend nagymesterének és legkedvesebb vérséges rokonunknak felséges udvarunknál időző követe és teljhatalmú megbízottja tisztelendő és nagyságos Eisenheimbi Heüsleim Martisilius, az előbb megnevezett rend lovagja által közvetített alázatos kérelmére a dolognak huzamos és kölcsönös megfontolása és vitatása után, végre az úgy szóval, mint írásban beadott javaslat után bekövetkezett megegyezéssel, bizonyos 500.000 rénes forintnyi pénzösszegért és azért, a jólemlített nagymesternek és lovagrendjének bizonyos, az elébb említett magyarországi örökös királyságunk megyéiben, tudniillik Hevesben és külső Szolnokban, a Duna és Tisza folyók között, és a körülöttök elfekvő úgynevezett Nagy- és Kiskunsági, nem kevésbé a jászok, vagy filiszteusok kerületeit, a hiteles alakban kiadott összeírás szerinti, az alább részletesen megnevezendő tartozandóságaikkal, ugyanis városaikkal, úgy lakott, mint elhagyott falvaikkal, vagy pusztáikkal tulajdonul adjuk.
A sérelem miatt a jászok és kunok a Rákóczi-szabadságharc lelkes támogatóivá váltak. Csak 1745-ben sikerült visszavásárolniuk földjeiket, a Jászkun kerület népe, pénzgyűjtést rendezett, és megváltotta szabadságát – ez volt az úgynevezett Redemptio.
A török kiűzése után a bécsi udvar kinyilvánította, hogy a Magyarország földjét fegyverrel meghódított földnek tekinti, és aszerint is fogja kezelni. A feleslegessé vált magyar végvári katonaságot elbocsátotta. A várakat és katonai erődítéseket elfoglalta, vagy felrobbantotta. Aki nem tudta igazolni a hatóságok előtt birtokához való tulajdonjogát, attól elvették azt, amennyiben igazolni tudta, akkor fizetnie kellett érte.
Megszüntették a hajdúk kiváltságait is.
Kevés gyűlöltebb két szó volt a birtokos magyarok körében két latin szónál: „Neoaquistica Comissio”, azaz Újszerzeményi Bizottság, amelynek jogi alapját I. Lipót 1689. december 9-ei rendelete, illetve 1690. augusztus 13-án kelt kiegészítő rendelkezése képezte. Esterházy Pál nádor, magyar gróf és birodalmi herceg 1690. november 10-én kelt levelében ezt írta a királyhoz: mintha az lenne a szándék, hogy Magyarországból a lakosság kiírtassék s vadállatok tanyájává tétessék, noha 300 esztendőn át ontotta vérét a kereszténységért s védte nemesül a szomszéd országokat.
1703 tavaszán II. Rákóczi Ferenc munkácsi uradalmában népmozgalom kezdődött, amely a magyar főúr támogatását kérte. Márciusban a bujdosó kurucok erdei gyűlésén döntést hoztak arról, hogy küldöttséget menesztenek a Lengyelországban élő Rákóczihoz. Élénk diplomáciai tevékenység folyt a francia udvar és Rákóczi között. Rákóczi a tétlen emigrációt szívesen cserélte hadvezéri megbízatásra, különösen azután, hogy a francia diplomácia is katonai, illetve pénzsegéllyel biztatta. Rákóczi garanciát vállalt arra, hogy nem hagyja cserben a felkelőket, akiket elismert saját hadinépének. A sereghez csatlakozó jobbágyoknak felszabadítást ígért. XIV. Lajos francia király bizalmasan felkérte Rákóczit, hogy álljon a Habsburg-uralmat gyűlölő magyarok élére. 1703. május 6-án Rákóczit a brezáni várban kuruc felkelők keresték fel és ők is azt kérték, álljon a Habsburg-ellenes felkelés élére. A főnemes eleget tett kívánságuknak.
Mert egyedül az én személyem volt az, amely az én házam, az én őseim tekintélyénél fogva az egyformán gondolkozók szándékait egyesiteni birta és a külföld keresztyén uralkodóinak baráti támogatását kieszközölhette. Én rám várakozott inkább, mint bárki másra a dédapám, első György által Ferdinánd császárral kötött nagyszombati békének helyreállítása, mely akkor a később nagyobbrészt eltörölt szabadságait az országnak megszilárditotta. A francia és svéd királyokkal akkoriban kötött szövetsége utódaira is kiterjedt és azért egyedül engem illetett ahhoz folyamodni... A te gondviselésed előkészít vala a nyilvános fellépésre, hogy a visszavonultságból kilépve, az uralkodó fejedelem méltóságát öltözzem fel, amelynek jegyét már származásomnál fogva is magamon hordtam a te jóságodból... Megkezdtem hazám felszabaditásának müvét, a saját és a nyomorult nép szenvedéseitől indittatva, melynek sanyaruságait az elmondottakban alig érintettem, mert sok és nagy sanyaruságban volt része. Azt hittem ezenfelül, hogy eskümből folyó kötelességem volt megmenteni a hazai törvényeket, felsegiteni a nyomorultakat, megszabadítani a szülőteleneket és az árvákat az elviselhetetlen igából, amit a jog és a méltányosság ellenére raktak reájuk... Távol állt tőlem úgy a dicsőség, mint a magasabb méltóság vágya, avagy a korona elnyerésének kivánása, ennek dacára mégis vezetett valami hiu vágy, az Önnön magammal való megelégedés gyönyörűsége.

## ARákóczi-szabadságharckezdete
…a magyar népet tűrhetetlen követelésekkel és adóemelésekkel nyomorgatták. Elrendelték, hogy a vármegyék állítsanak tizenkétezer embert, akiket majd Olaszországba és a Birodalomba küldenek. Az ország bővelkedik sóban, mégis a rá kivetett vámok következtében annyira megnövekedett a só ára, hogy a szegény nép kénytelen volt kenyerét só nélkül enni. E sok szenvedéshez járult még a vámhivatalokban és az adókivetésnél elkövetett rengeteg visszaélés meg mindenfajta csalás: az őröket megkettőzték, s ezek oly mértékben kegyetlenkedtek, hogy azok, akik a rendeleteket megszegték, a büntetéstől és fenyítéstől való félelmükben és elvesztve minden reményüket a kegyelemre, kénytelenek voltak bujdosni az erdőkben és hegyekben. Munkácsi hercegségem jobbágyai is ezek között voltak. Ők voltak az elsők, akik ez év kora tavaszán követeket küldtek Lengyelországba, egy Bige László nevű embert egy orosz pappal, megtudakolni, vajon élek-e még. A határon bolyongtak, s amikor végül bizonytalan hírekből meghallották, hogy Brezánban él néhány magyar, arrafelé vették útjukat, és ott hosszú keresés után megtaláltak engem. Előadták nekem a nép végső nyomorát, a kétségbeesést, amely arra kényszeríti őket, hogy fegyvert fogjanak, ha állapotukat megszánom és bármiféle segítséget ígérek nekik.

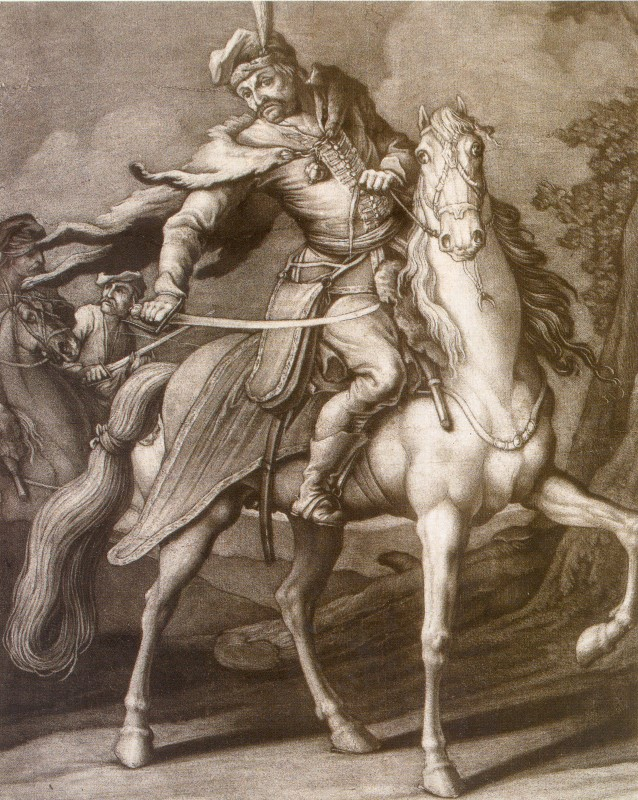
Kuruc lovaskatona

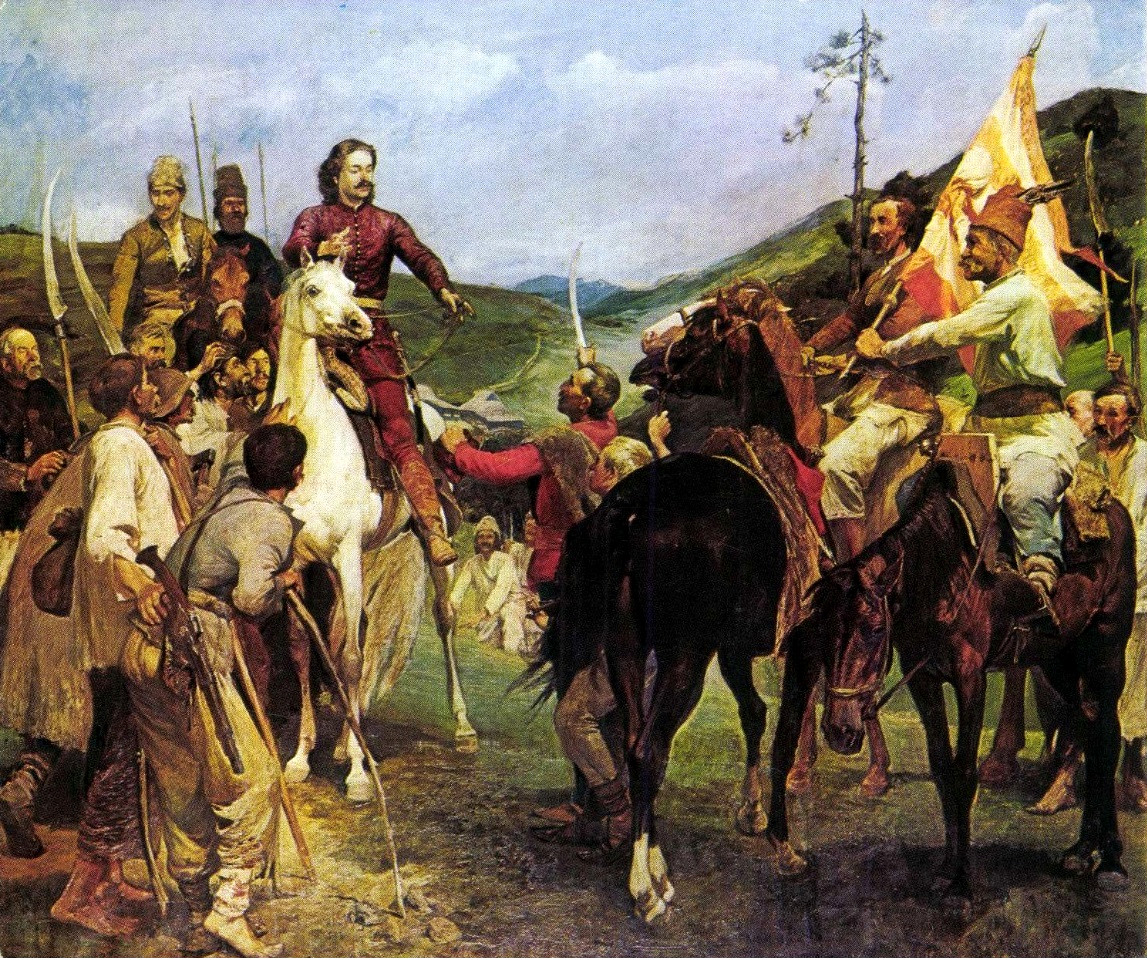
Veszprémi Endre: II. Rákóczi Ferenc és Esze Tamás találkozása

A későbbiekben „brezáni pátens” néven ismert kiáltványt Rákóczi és Bercsényi Miklós kuruc főgenerális közösen bocsátották ki az egész ország minden rendű lakosa számára. Május 17-én megérkeztek Lengyelországból Tarpára Rákóczi kiáltványának május 12-én keltezett példányai. „Végső akarata és elhatározása jeléül” Rákóczi zászlókat is készíttetett piros selyemből és aranyos felirattal: „Cum Deo pro Patria et Libertate” – Istennel a hazáért és szabadságért! Ezek a zászlók voltak Rákóczi és a nép szövetségének zálogai. A fejedelem megesküdött Esze Tamásnak, hogy a benne bízókat soha el nem hagyja. Később elterjedt a „magyar módra vágott”, azaz vörös-fehér sávozott zászló, melynek egyik oldalán a fejedelem jelmondata volt olvasható: IUSTAM CAUSAM DEUS NON DERELINQVET (Az igaz ügyet nem hagyja el az Isten). A zászló másik oldalán a fejedelem nevének rövidítése volt.
A felkelők 1703. május 21-én Váriban, Tarpán (Esze Tamás jobbágy falujában), május 22-én pedig Beregszászban bontottak zászlót. Június 16-án Naménynál a hozzá előző nap csatlakozott csapatok élén magyar földre lépett a 27 éves II. Rákóczi Ferenc. Ezzel elkezdődött a tiszaháti felkelés.
Rákóczi pátensei (a brezáni és a vetési) hatására az elkeseredett parasztság Máramarostól a Székelyföldig tömegesen özönlött Rákóczi lobogói alá.

## A Rákóczi-szabadságharc 1703-as eseményei

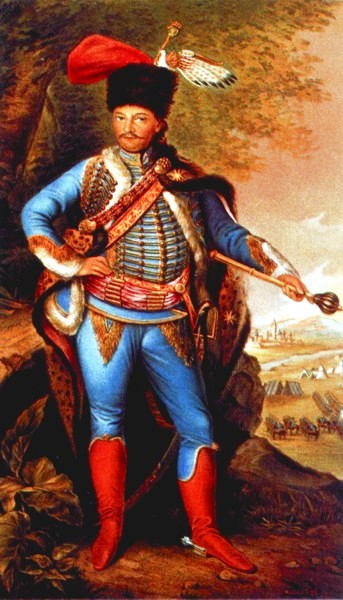
Károlyi Sándor a felkelés kezdetén labanc hadvezér, majd először kuruc mezei generális, utóbb kuruc főparancsnok, később ismét labanc császári-királyi tábornagy, a szatmári béke létrehozója

- Március 6-án Rákóczi sereggyűjtéssel bízta meg Esze Tamás ezereskapitányt.
- Március 17-én a galíciai Brezna[20] (Brezna, Bržezan, régi magyar nevén Brezán, lengyel nevén Brzeżany) várában tartózkodó Rákóczi Ferenc emlékiratban kifejtette a francia követnek, milyen segítségre volna szüksége a Habsburg-ellenes harc megindításához.
- Május 12-én Brezna várában Rákóczi és Bercsényi kiadják a breznai nyilatkozatukat.
- Június 7-én Rákóczi Munkácson latinul és franciául kibocsátotta, a keresztény hatalmak meggyőzése végett, a „Recrudescunt” kezdetű kiáltványát („Megújulnak a dicsőséges magyar nemzet régi sebei.”), amelyben részletesen megindokolta a magyarok szabadságharcának szükségességét.
- Június 7-én Károlyi Sándor Dolhánál nyolc század katonával és egy század vasas némettel megverte a gyanútlanul táborozó kurucokat.
- Június 16-án II. Rákóczi Ferenc Vereckénél Magyarország területére lépett, és a népi felkelés élére állt. Alig 200 fős, vert paraszthad várta.
- Június 30-án Ocskay László és Borbély Balázs 80 szökevény magyar huszárral csatlakozott Rákóczihoz.
- Július 18-án Rákóczi Naményban kiadott pátensében csatlakozásra hívta fel a nemességet.
- Augusztus elején Bóné András kuruc ezereskapitány súlyos vereséget szenvedett a váradolaszi rác katonaságtól.
- Augusztus 6-án Rákóczi hadat indított a bihari szerbek központja, Váradolaszi ellen.
- Augusztus végén II. Rákóczi Ferenc, a szatmári várat ostromló hadserege vetési táborában megfogalmazta és kiadta Vetési pátensét, amely arról nevezetes, hogy fő motívuma a jobbágyok felszabadítása volt, a jobbágyokat pedig felszólította a harcra, a felkeléshez csatlakozókat biztosította, hogy a harc ideje alatt mentesülnek a szolgáltatások alól, a hadba vonulókat arról is biztosította, hogy adómentességet kapnak, ugyanakkor megtiltotta a katolikus templomok elvételét és protestáns kézre adását, és új hadiszabályzatot adott ki[21]
- Szeptember 2-án a kurucok elfoglalták Sárospatakot.
- Szeptember–októberben Ocskay László ezereskapitány felvidéki hadjáratával bevette a Garam menti bányavárosokat.
- Október elején a gyulafehérvári erdélyi országgyűlés adót szavazott meg a kurucok elleni katonai védelem költségeire.
- November 10-én a kurucok Bonchidánál (Doboka vármegye) szétszórták a székely hadakat és a kolozsvári német őrséget. Ezután indult meg az erdélyi nemesség átállása a kurucok oldalára.
- December 4-én a kuruc csapatok bevonultak Lőcsére.

## AzUniversis orbis Christiani– A világ keresztényeihez szólóRecrudescuntkezdetű kiáltvány

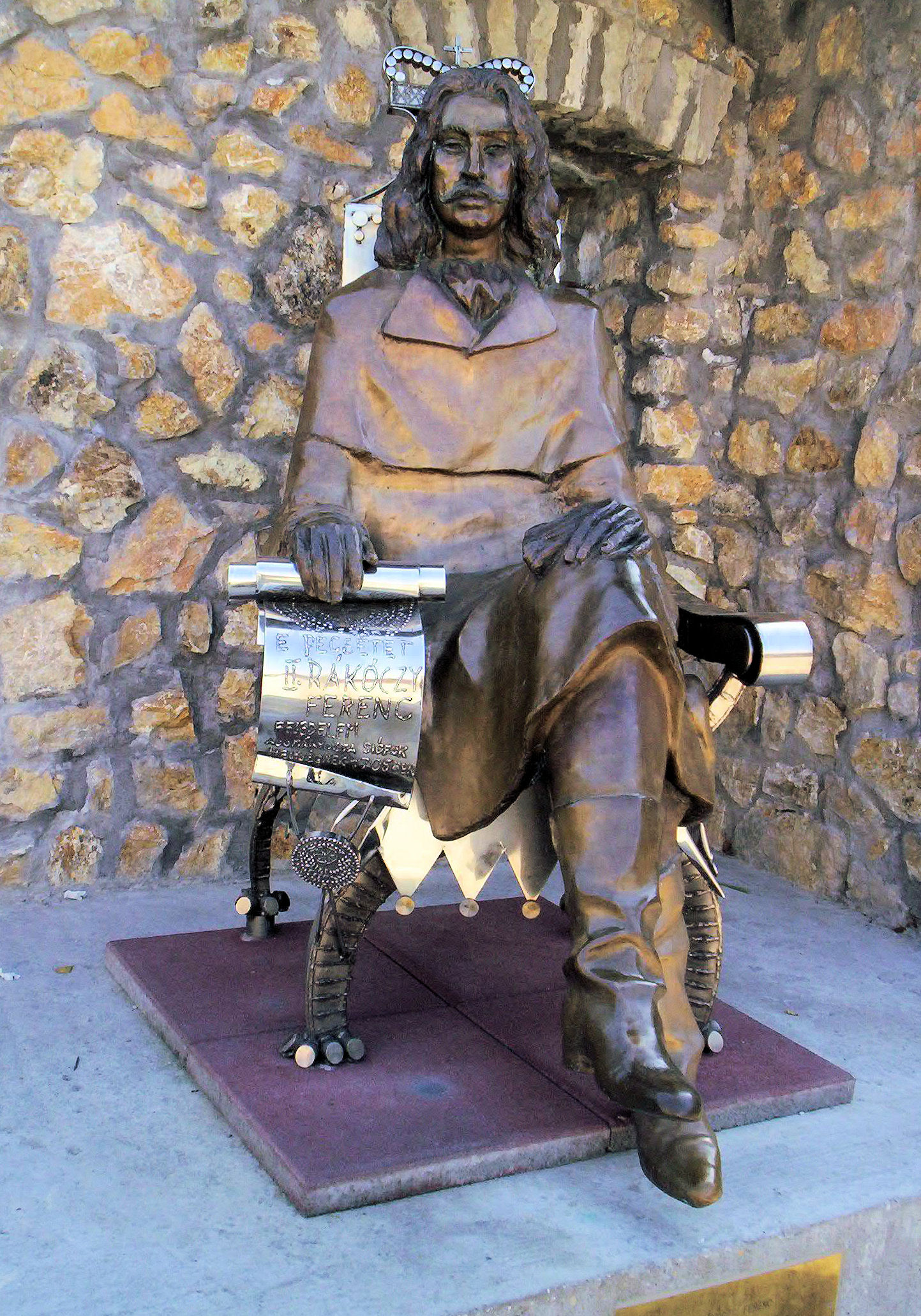
Varga Imre Rákóczi szobra Siófokon

II. Rákóczi Ferenc 1703. május 12. keltezésű breznai nyilatkozatát követte, de csak 1704-ben jelent meg az 1703. június 7-ére keltezett, a keresztény nemzetekhez intézett kiáltvány, amelynek kezdő mondata a „Recrudescunt diutina inclytae gentis Hungarae vulnera (latin) azaz „Ismét felfakadtak a nemes Magyar Nemzet régi sebei” volt.
A manifesztumot (Universis orbis Christiani – A világ keresztényeihez) Rákóczi titkára, Ráday Pál és maga a fejedelem fogalmazta. Ráday volt a herceg legbensőbb munkatársa, bizalmasa, később kancellárja, aki utóbb a szabadságharc legtöbb kiáltványát, fontosabb levelét is megfogalmazta. A szöveg az ebben a korban a kiáltványokra mindenütt általánosan jellemző szerkezetet követ: megszólítás, érvelés, szakrális felajánlás. Szókincse bibliai hagyományok, antik toposzok, magyar törvények és a korabeli Európában használt politikai fogalmi eszközök együttese. Rákóczi 1704. január közepén, a kiáltványt szétküldte az ország rendjeihez és a külföldi hatalmakhoz is, ismertetve felkelésének okát.
Rákóczi kiáltványát 1704 januárjában előbb latin nyelven írta, aztán februárban magyarul, németül, franciául és flamandul is közzétette. A kiáltvány eredeti szövege nem azonos az 1704-ben, Nagyszombatban megjelent magyar nyelvű változattal. A Sárospatakon őrzött szöveg egy ponton eltérést tartalmaz. Az európai közvélemény csak 1704 februárjától ismerhette meg először latin nyelven a szövegét, melyet később magyar nyelven is kinyomtattak.
A „Recrudescunt … vulnera” kezdetű irat sorra veszi a magyar nemzet sérelmeit, amelyet a bécsi udvarral szemben érez. Kiadását valószínűleg gyorsíthatta az is, hogy a kuruc felkelés vezetői értesülhettek arról, hogy Anglia és Hollandia Bécsben erőszakolják a maguk közbenjárását, ezért Rákóczi sietve kinyomatta a manifesztumot. A kiáltvány szerzőségét magának Ráday Pálnak, a szerzőnek a naplófeljegyzése árulja el: „Anno 1704 az említett Fejedelem Intimus-Secretariusságra (magántitkárságra) maga mellé vévén: irtam a Manifestumot.” Ráday fogalmazványa, amelyet Rákóczi saját kezűleg javított át, ma is megvan.
Valószínűsítik, hogy a magyar nyelvű kiáltvány megjelenése előtt, kéziratban terjesztett változata ez.
A' keresztyén világ minden fejedelmeinek és respublikáinak, úgy egyéb akármelly, akárminémű állapotú, betsületű, méltóságú, tisztű és felsőségű rendeknek.
Mi felsővadászi Rákóczi Ferencz, Istennek kegyelmébül fejedelem, Saáros vármegyének főispánnya, mukácsi és makoviczai herceg, Sáros-Pataknak, Tokajnak, Regécnek, Etsednek, Somlyónak, Ledniczének, Szerentsnek, Ónodnak örökös ura.
A' dolognak örök emlékezetire!
Meg-újjúlnak a' ditsőséges magyar nemzetnek régi sebei, és hazánk megsebesült szabadságának mostoha kézzel ennyiszer enyhittetett sebhelye,…
[…]
Költ munkátsi uraságunkban lévő táborunkban, hetedik napján Szent Iván havának, ezer hét száz három esztendőben.
A törököket a Magyar Királyság területéről kiűző Szent Liga háborúját lezáró karlócai békét Rákóczi a kiáltványában így jellemezte: „sine nobis, de nobis concluduntur” – rólunk döntöttek, nélkülünk.

## Képek

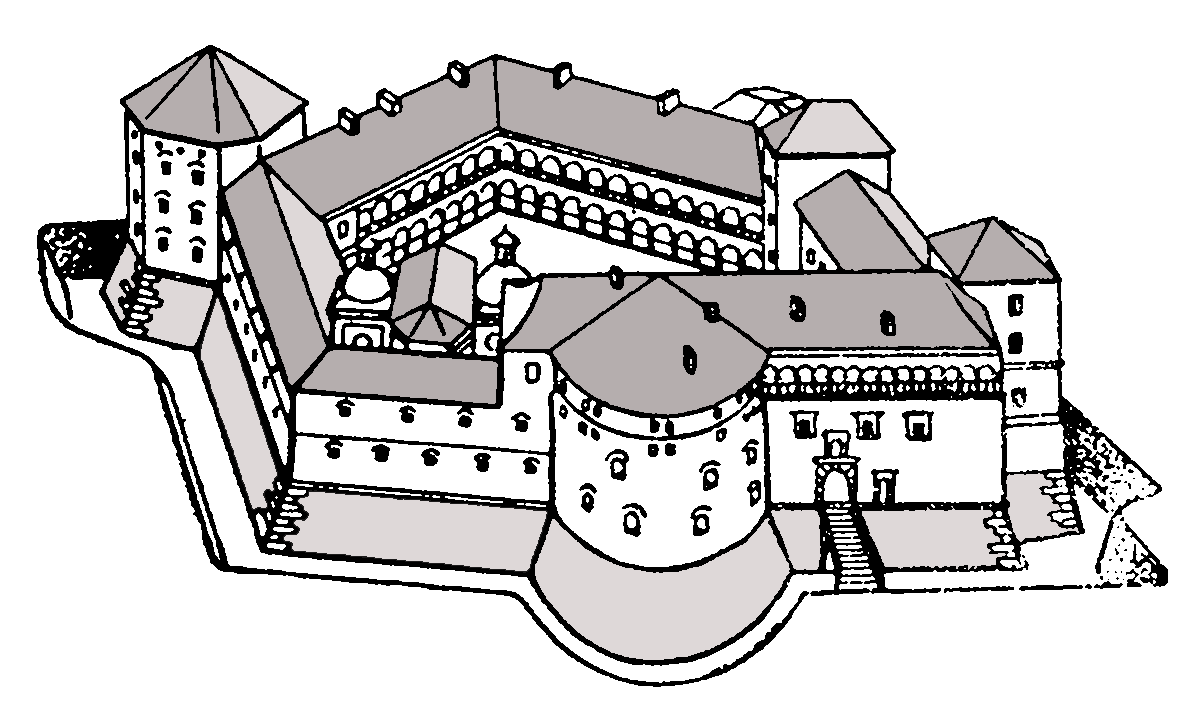
A breznai várkastély (rekonstrukció)
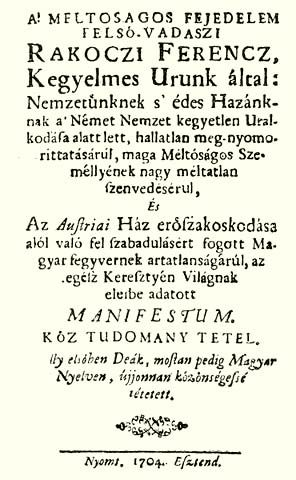
A „Recrudescunt” manifesztum 1704-es, magyar nyelvű kiadásának címlapja
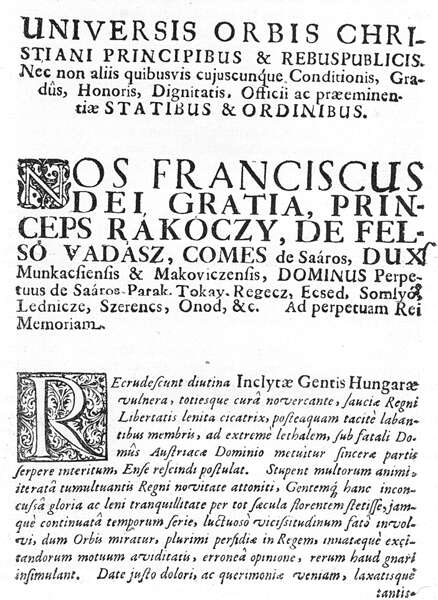
A „Recrudescunt”, latin nyelvű kiadásának első lapja
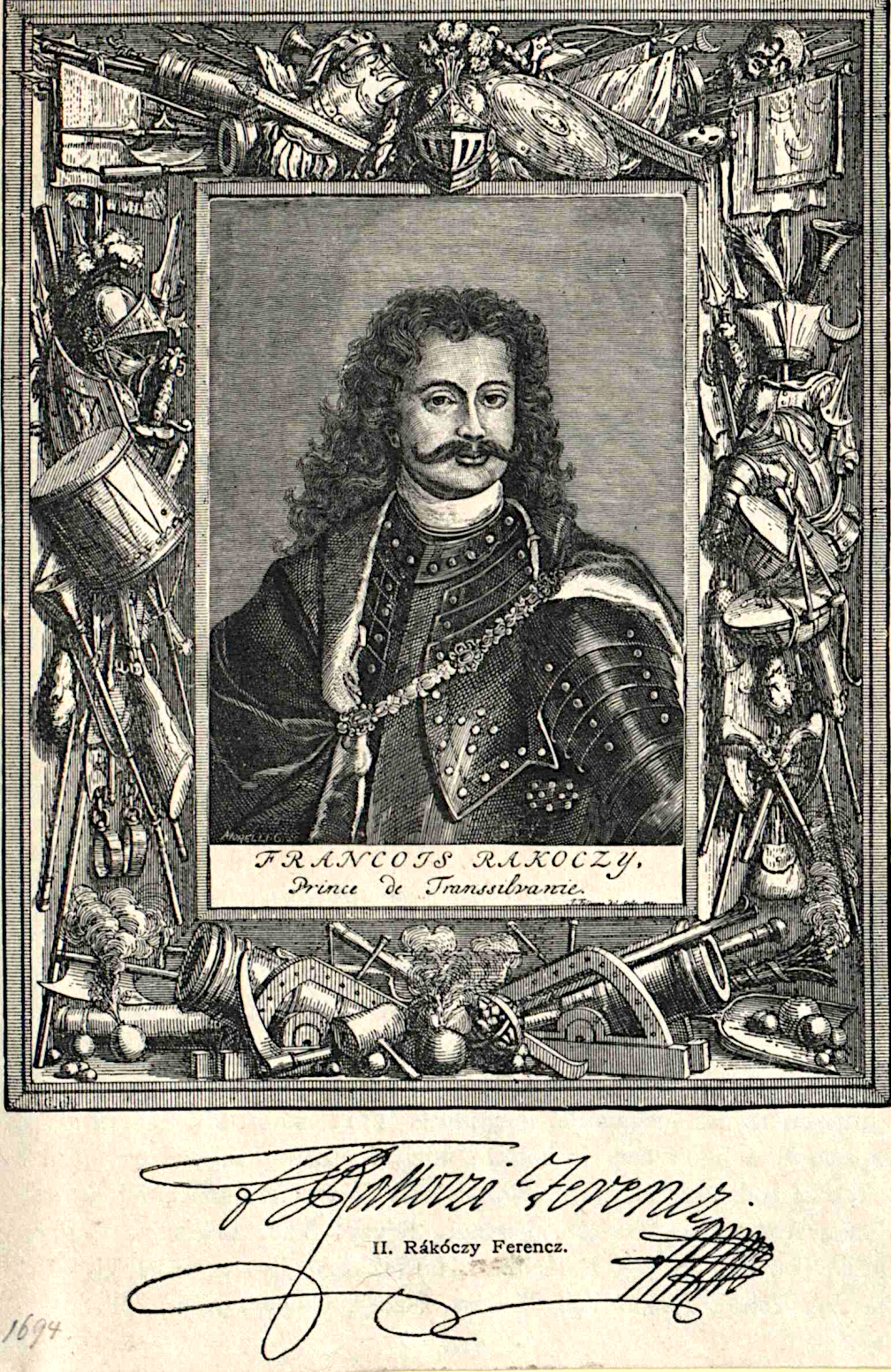
Rákóczi arcképe és aláírása
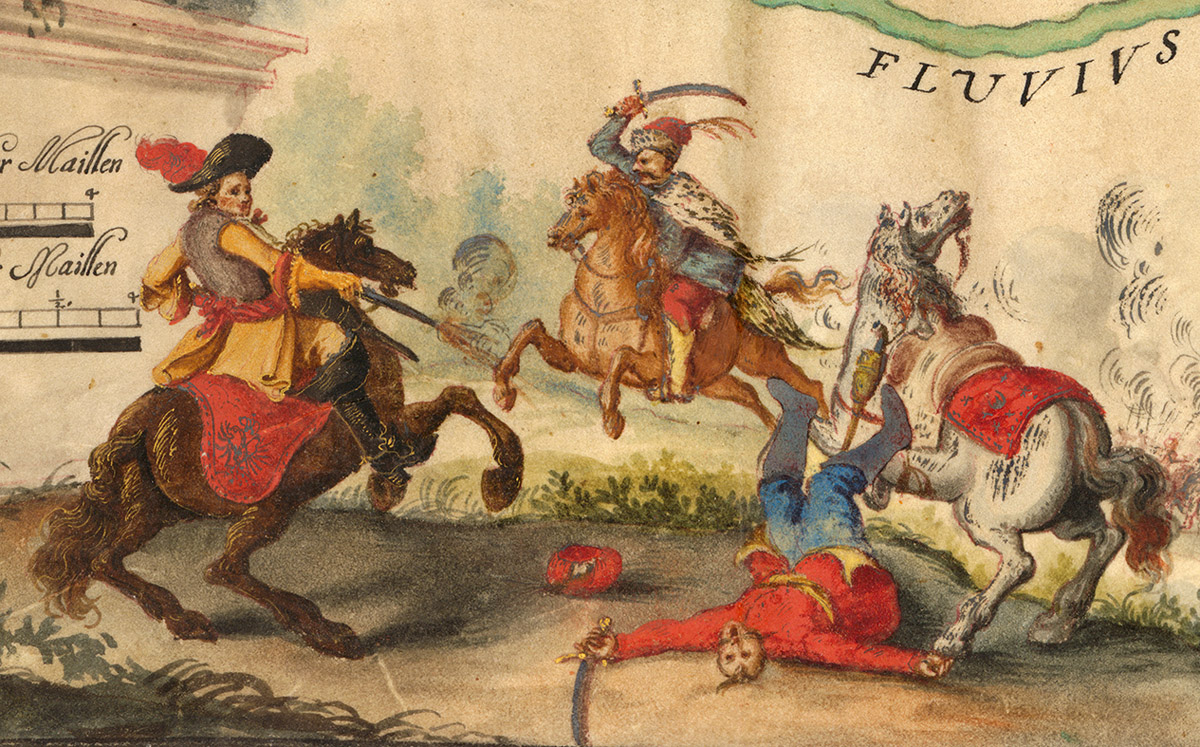
Kuruc és labanc összecsapás
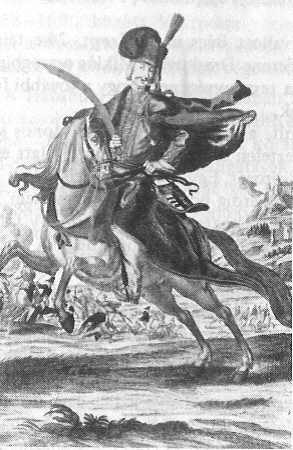
Kuruc brigadéros